# صدر الدين الصدر
صدر الدين الصدر هو صدر الدين بن إسماعيل بن صدر الدين الموسوي العاملي الكاظمي  وُلد سنة (1299 هـ - 1882 م) في الكاظمية في العراق، تابع دراساته الدينية في حوزتها حتى نال درجة الاجتهاد منها وارتبط اسمه بالنهضة الأدبية في العراق، ثم هاجر إلى مدينة مشهد في إيران. ثم توجّه إلى مدينة قم بناءً على دعوة من مرجعها الأعلى ومؤسس الحوزة العلمية فيها الشيخ عبد الكريم الحائري اليزدي ليكون من معاونيه وله رسالة في الحقوق ورسالة في أصول الدين وكتاب التاريخ الإسلامي ويُعتبر صدر الدين من مراجع الدين الشيعة في عصره، وقد تولّى زعامة الشيعة بعد وفاة المرجع الحائري. توفي صدر الدين الصدر سنة (1954 م) (1373 هجرية)، ودُفن داخل حرم السيدة فاطمة في قم.

## عائلته
تزوج من السيدة صفية كريمة المرجع الشيعي في مدينة مشهد حسين الطباطبائي القمي.

## أبناؤه
له سبع بنات وثلاث ذكور وهم
- رضا الصدر
- علي الأصغر
- موسى الصدر
- صديقة الصدر
- طاهرة الصدر
- بتول الصدر
- زهراء الصدر
- منصورة الصدر
- فاطمة الصدر
- رباب الصدر

## حياته العلمية
- درس الأدب والرياضيات في مدينة سامراء على يد أساتذتها آنذاك.[2]
- سافر مع أبيه من سامراء إلى مدينة كربلاء، ودرس فيها السطوح عند أساتذتها المعروفين، منهم الشيخ حسن الكربلائي.
- في سنة 1328 هـ ذهب إلى النجف الأشرف بتوجيه من والده لغرض إكمال دراسته فأخذ يحضر دروس آية الله العظمى الآخوند الخراساني.
- في عام 1339 هـ توفي والده، وبعد مرور سنة سافر إلى مدينة مشهد لزيارة الإمام الرضا وأقام فيها، وظل مشغولا بالتدريس والإرشاد مدة ست سنوات.
- عاد إلى النجف الأشرف وأخذ يحضر دروس آية الله العظمى الشيخ النائيني، وبقي هناك حوالي خمس سنوات.
- في عام 1349 هـ عاد إلى إيران مرة ثانية، وأقام في مدينة قم مشغولا بالتدريس، وفي بعض الأحيان كان يقيم مجالس للوعظ والإرشاد.
- ذهب إلى مدينة مشهد ثانية لزيارة الإمام الرضا فطلبوا منه الإقامة فيها فقبل دعوتهم، وأخذ يلقي الدروس في مسجد گوهر شاد.
- طلب منه آية الله العظمى الشيخ عبد الكريم الحائري (مؤسس الحوزة العلمية في قم) أواخر حياته ـ بواسطة أحد التجار المؤمنين ـ الانتقال من مدينة مشهد إلى قم، لغرض تقوية كيان الحوزة العلمية فيها، والمحافظة عليها من نظام رضا خان، لأنه كان يتربص بها الدوائر، فقبل صدر الدين الدعوة وانتقل إلى قم، وكانت عودته مورد سرور وبهجة آية الله العظمى الشيخ الحائري.
- بعد عودته إلى قم أخذ الشيخ الحائري يهتم به اهتماماً كبيراً، ويستشيره في أمور الحوزة، فاقترح عليه صدر الدين أن يستفيد من طاقات آية الله محمد حجت في هذا المجال.

## مؤلفاته

### المطبوع
- المهدي
- خلاصة الفصول (في علم الأصول)
- الحقوق
- التاريخ الإسلامي
- حاشية العروة الوثقى[1]
- حاشية وسيلة النجاة[1]
- المهدي[1]

### غير المطبوع
- ديوان شعري مخطوط

## وفاته
توفي في 19 ربيع الأول 1373هـ وشيع جثمانه في مدينة قم ودفن في مرقد السيدة فاطمة المعصومة وأقيمت على روحة مجالس عزاء في قم ومشهد وكربلاء والنجف وسوريا ولبنان وباكستان